# Rec. 2100
Рекомендация ITU-R BT. 2100, более известная как Rec. 2100 или BT. 2100, предложила стандарт телевидения с высоким динамическим диапазоном (HDR-TV), рекомендуя использование перцептивного квантования (PQ) или гибридной логарифмической гаммы (HLG) в качестве передаточных функций вместо традиционных «гамма», ранее использовавшихся для SDR-телевидения.
Определяет различные аспекты HDR-телевидения, такие как разрешение экрана (HDTV и UHDTV), частота кадров, субдискретизация цветности, разрядность, цветовое пространство, основные цвета, точка белого и передаточная функция. Была размещена на веб-сайте Международного союза электросвязи (ITU) 4 июля 2016. В Rec. 2100 используется широкая цветовая гамма (WCG), такая же, как в Rec. 2020.

## Технические детали

### Передаточные функции
Rec. 2100 определяет два набора передаточных функций для HDR: перцептивное квантование (PQ) и гибридная логарифмическая гаммой (HLG). HLG поддерживается в Rec. 2100 с номинальной пиковой яркостью 1000 кд/м² и системным значением гаммы, которое можно регулировать в зависимости от фоновой яркости. Для эталонной среды просмотра пиковая яркость дисплея должна составлять 1000 кд/м² или более для подсветки небольших площадей, а уровень чёрного должен составлять 0,005 кд/м² Объемный свет должен составлять 5 кд/м² и быть нейтрально-серым при стандартном освещении D65.

### Система колориметрии
В Rec. 2100 используются те же основные цвета, что и в Rec. 2020, которые представляют собой широкую цветовую гамму.
| Цветовое пространство | Точка белого | Точка белого | Основные цвета | Основные цвета | Основные цвета | Основные цвета | Основные цвета | Основные цвета |
| Цветовое пространство | xW           | yW           | xR             | yR             | xG             | yG             | xB             | yB             |
| --------------------- | ------------ | ------------ | -------------- | -------------- | -------------- | -------------- | -------------- | -------------- |
| ITU-R BT.2100         | 0,3127       | 0,3290       | 0,708          | 0,292          | 0,170          | 0,797          | 0,131          | 0,046          |

### Разрешение
Rec. 2100 определяет три разрешения 1920 × 1080 (Full HD), 3840 × 2160 (4K UHD) и 7680 × 4320 (8K UHD). Эти разрешения имеют соотношение сторон 16:9 и используют квадратные пиксели.[1]

### Частота кадров
В Rec.2100 указаны следующие частоты кадров: 120p, 119,88p, 100p, 60p, 59,94p, 50p, 30p, 29,97p, 25p, 24p, 23,976p. Допустима только частота кадров прогрессивной развертки.

### Цифровое представление
Rec. 2100 определяет разрядность либо 10 бит, либо 12 бит, с узким диапазоном или полным диапазоном значений цвета. Также указан промежуточный линейный формат RGB, который будет использоваться в будущем, с использованием представления IEEE 16 бит с плавающей запятой для каждого канала.. Для цветовых сигналов с узким диапазоном, 10 бит, используются видеоуровни, где уровень чёрного определяется как 64, уровень ахроматического серого — как 512, а номинальный пик — как 940 в кодировках RGB, Y и I и 960 в компонентном кодировании Cb/Cr и Ct/Cp. 12-битные сигналы на выборку определяют 256 как уровень чёрного, 2048 как уровень серого, а номинальный пик составляет 3760 в компонентном кодировании RGB, Y и I и 3840 в компонентном кодировании Cb/Cr и Ct/Cp. Сигналы узкого диапазона могут простираться ниже чёрного или выше пикового белого (сверхчерный и сверхбелый соответственно), но всегда должны быть ограничены диапазоном сигналов 4-1019 для 10-битных сигналов или 16-4079 для 12-битных сигналов.

### Форматы сигналов
Rec. 2100 определяет использование RGB, YCbCr и ICtCp. ICtCp обеспечивает улучшенное цветовое представление, предназначенное для сигналов с высоким динамическим диапазоном (HDR) и широкой цветовой гаммой (WCG).

### Коэффициенты яркости
Rec. 2100 допускает форматы сигналов RGB, YCbCr и ICtCp с 4:4:4, 4:2:2, и субдискретизация цветности 4:2:0. В Rec.2100 указано, что при подаче сигнала luma (Y') используются те же коэффициенты матрицы, что и в Rec. 2020: 0,2627 для красного, 0,678 для зелёного и 0,0593 для синего (получены из основных цветов BT.2020 и точки белого).

### Расположение образца цветности
До появления Rec.BT.2020 расположение образца цветности, которое использовалось, было по центру слева. Но в H.265 (2018-02) для BT.2020-2 и BT.2100-1 было предписано верхне-левое расположение цветности, что должно быть описано в VUI (информация об удобстве использования видео) как таковое. Первое значение в VUI должно быть 2 для левого верхнего угла и 0 для левого центра. Blu-ray также использует цветность слева сверху для HDR, в том числе для Dolby Vision.